# Vic Crowe
Victor Herbert "Vic" Crowe (ur. 31 stycznia 1932 w Abercynon, zm. 21 stycznia 2009 w Sutton Coldfield) – walijski piłkarz występujący na pozycji pomocnika. Trener piłkarski.

## Kariera klubowa
Crowe karierę rozpoczynał w sezonie 1954/1955 w angielskim zespole Aston Villa. W sezonie 1956/1957 zdobył z nim Puchar Anglii, a w sezonie 1958/1959 spadł z Division One do Division Two. W następnym sezonie wrócił jednak do Division One. W 1964 roku odszedł do Peterborough United z Division Third. Występował tam do sezonu 1966/1967. Potem grał też w amerykańskiej Atlancie Chiefs, gdzie w 1969 roku zakończył karierę.

## Kariera reprezentacyjna
W reprezentacji Walii Crowe zadebiutował 26 listopada 1958 w zremisowanym 2:2 meczu British Home Championship z Anglią. Wcześniej, ale w tym samym roku znalazł się w zespole na mistrzostwa świata. Nie zagrał jednak na nich ani razu, a Walia odpadła z turnieju w ćwierćfinale. W latach 1958–1962 w drużynie narodowej rozegrał 16 spotkań.